# ジョン・エルフィンストーン (第8代エルフィンストーン卿)
第8代エルフィンストーン卿ジョン・エルフィンストーン（英語: John Elphinstone, 8th Lord Elphinstone PC、1649年8月28日洗礼 – 1718年3月24日）は、スコットランドの貴族、軍人。

## 生涯
第6代エルフィンストーン卿アレクサンダー・エルフィンストーンとリリアス・エルフィンストーン（Lilias Elphinstone、第5代エルフィンストーン卿アレクサンダー・エルフィンストーンの娘）の息子として生まれ、1649年8月28日にエアスで洗礼を受けた。
1669年5月11日に兄アレクサンダーが死去すると、エルフィンストーン卿の爵位を継承した。1676年、スコットランド枢密院の枢密顧問官に任命された。
1679年6月22日のボスウェル・ブリッジの戦いに参戦したほか、ウィリアム3世を支持して、スコットランドにおける軍勢の竜騎兵大尉に任命され、1696年頃に軍務から引退した。
1703年5月14日、スコットランド議会議員に正式に就任した。
1718年3月24日に死去、五男チャールズが爵位を継承した。

## 家族
1670年4月28日、イザベル・メイトランド（Isabel Maitland、1654年頃 – 1706年10月7日、ウィリアム・メイトランドの娘）と結婚、7男6女をもうけた。
- ジョン（1672年5月13日生） - 早世
- エリザベス（1673年5月24日 – 1758年4月13日） - 1692年、ジョン・キャンベル・オブ・マモア（英語版）（1729年没）と結婚、子供あり
- チャールズ（1676年5月18日生） - 早世
- イザベラ（1677年11月7日 – 1679年6月）
- リチャード（1678年10月20日生） - 早世
- メアリー・ベアトリス・アンナ・マーガレット・フランシス・イザベラ（1680年1月10日 – 2月14日）
- ジェームズ（1681年2月14日生） - 早世
- チャールズ（1682年 – 1757年）
- アンナ（1683年5月29日 – 1706年以前）
- マーガレット（1684年5月30日 – ?） - 1706年、ジョージ・レズリー（George Leslie、1681年頃 – 1715年6月17日）と結婚。1720年頃、第2代準男爵サー・ジェームズ・ゴードン（1727年没）と再婚。その後、ジョン・フラートン（John Fullerton）と再婚
- ウィリアム（1685年8月13日生） - 早世
- メアリー（1686年9月30日 – ?） - トマス・バカン（Thomas Buchan）と結婚